# シスターL
シスターL （しすたーえる）は、菊池えり主演のシネマジックの人気AVシリーズ。

## 概略
1985年9月16日、第一作となる「D-CUP美少女　シスターL」が発売。菊池えりの日本人離れした豊満かつ卓越なボディと清楚なシスターがSMに堕落してゆく様が大反響を呼ぶ。
それまでアンダーグラウンドの極みであったSMやメーカー・シネマジックが一気にメジャーシーンへ躍り出すきっかけとなった作品となった。
シスター姿でのスパンキングや風呂場での浣腸脱糞など今までに無かった聖職者に対する陵辱が衝撃的で、大槻ケンヂが著書で「(自身のオナニーライフの)黒船襲来」と呼ぶ程衝撃を与えた作品である。
好評を受けて後に続編が二作制作されたが、とりわけ第一作に対する支持は今尚絶大なものとなっている。
シネマジックでは後に『インモラル天使』や「奴隷秘書」等のシリーズを制作してゆくが、シリーズの殆どが主演女優を固定しない中、『シスターL』は一貫して菊池えりだけが勤めており、シスターL＝菊池えりと言える程彼女の代表作となっている。
『D-CUP美少女　シスターL』はVHSビデオだけでなくビデオCD、レーザーディスク、DVDとシネマジックで発売した全てのメディア媒体で発売される数少ない作品である。

## 監督
- 中野D児
- 吉村彰一

## 出演
エル（菊池えり）
当初は「比野由美子」名義。神に仕える聖職者ながらN氏の調教により汚れていくシスター。
N氏（中野D児）
エルの教会を訪れてはエルにSM調教を躾ける。パッケージには「マニアN氏」と記載。
パート2以降の作品で森下優子、望月あゆみ、日比野達郎が出演。